# Carsten Rupp
Carsten Rupp (* 1975 in Fulda) ist ein deutscher Sänger und Dirigent.

## Leben
Carsten Rupp absolvierte eine breite musikalische Grundausbildung, u. a. am Institut für Kirchenmusik im Bistum Fulda und der Musikschule Fulda.
Ab 1996 studierte er zunächst an der Hochschule für Musik und Darstellende Kunst Frankfurt Schulmusik mit dem Hauptfach Klavier und ergänzte dies an der Akademie für Tonkunst Darmstadt in den Fächern Gesangspädagogik und Dirigieren. Während des Studiums, das er 2005 beendete, war er auch Organist an der Allerheiligen-Kirche Frankfurt.
Als Sänger in den Ensembles der Kammeroper Köln und des Hamburger Volkstheaters sang er Partien wie Papageno, Baron Zeta (in Die lustige Witwe) und Peter Besenbinder (in Hänsel und Gretel). Er gastierte u. a. an der Oper Saigon, wo er die Bariton-Partie in Orffs Carmina Burana sang. Seit 2009 unterrichtet er an der Musikschule der Stadt Fulda und ist als Juror bei Wettbewerben tätig.
Er ist musikalischer Leiter des Konzertchors Winfridia Fulda und arbeitet mit verschiedenen deutschen Orchestern zusammen. Ein Schwerpunkt ist dabei die Konzeption und Durchführung von Konzerten mit gesellschaftsrelevanten Themen und dem Ziel interkultureller Begegnung. Außerdem arbeitet er beratend im Chor- und Kulturmanagement und ist Mitglied im musikalischen Beirat des VDKC Hessen/Saarland/Rheinland-Pfalz.
Im Jahr 2018 verlieh ihm die Bundesvereinigung Deutscher Chorverbände den Titel „Chordirektor BDC“.

## Konzertkonzepte (Auswahl)
- Annelies: Zentrales Werk ist das Oratorium Annelies von James Whitbourn nach Worten des Tagebuchs der Anne Frank. Hinzu kommen, jeweils im Klezmer-Stil arrangiert, das Hebräische Volkslied Erev shel shoshanim und Mendelssohns Verleih uns Frieden. Eine Ausstellung zum Anne Frank Haus visualisiert die in der Musik beschriebenen Szenen.
- Yunus Emre: A. Adnan Sayguns Oratorium Yunus Emre wird in diesem Konzept der Ode an die Freude und der Egmont-Ouvertüre von Ludwig van Beethoven gegenübergestellt. Das Konzert steht damit für das Miteinander der Kulturen ein.

## Diskografie
- Annelies: Städtischer Konzertchor Winfridia Fulda, 2014
- Inbrunst, Zärtlichkeit, Verstand: Städtischer Konzertchor Winfridia Fulda, 2016